# Civitucola
L'Area archeologica della Civitucola (o del Castellaccio) è stata individuata come l'area il luogo dove si trovava l'antica città arcaica di Capena, principale insediamento dell'omonima popolazione della valle del Tevere. Gli studi fanno risalire l'abitato all'VIII secolo a.C..

## Localizzazione
La collina è di difficile accesso, e difesa naturalmente. Ha una forma semi-lunata, simile a quella delle alture di Albalonga e Gabii. È situata tra il "Fosso dell'Olio", che ha origine dal Monte Soratte, e il "Fosso del Laghetto", emissario di un bacino lacustre - corrispondente a un antico cratere vulcanico - che si trova ai piedi della Civitucola. I due fossi confluiscono nel fosso di "Gramiccia", l'antico "Capenas", il fiume nazionale dei Capenati, che sfociava nel Tevere all'altezza del Lucus Feroniae.

## Area archeologica
La prima identificazione del sito come luogo dell'antica Capena, prodotta nel 1756 sulla base di iscrizioni latine, è attribuita al monaco benedettino Pier Luigi Galletti.
I primi reperti vennero alla luce casualmente nel 1931 in seguito a rilevanti opere agricole.
I primi scavi archeologici dell'area si devono alla British School of Roma e risalgono al triennio dal 1959 al 1961.
Gli scavi hanno riportato alla luce tratti delle mura cittadine costruite in opera quadrata con blocchi di tufo irregolari, resti di edifici, un tratto di strada basolata romana, la via Capenate,che collegava la Via Flaminia con la Via Tiberina, frammenti di ceramica e marmo di epoca romana, e basi di statue onorarie romane, che riprortano iscrizioni latine, ancora oggetto di studio e interpretazione.
La zona centrale della città è denominata da un antico rudere in opera cementizia, a pianta rettangolare. Si tratta quasi certamente di un edificio di epoca romana che nel Medioevo fu adibito a Monastero dei Benedettini con annessa una chiesa dedicata al culto di San Giovanni Apostolo e Evangelista.
Tra le iscrizioni latine, importante quella ritrovata nel 1931 su frammenti di marmo che celebrano il genius Augusti, ora conservati nel museo di Lucus Feroniae.
Sempre sulla base delle iscrizioni ritrovate in loco, è ipotizzabile la presenza di edifici di culto dedicati a Cerere e a Venere.
Intorno al nucleo abitato, sono state ritrovate anche delle necropoli, le più antiche delle quali, sono state datate al VII secolo a.C.
Nella valle del Tevere, nell'area archeologica di Poggio Sommavilla sono stati rinvenuti scudi orientalizzanti e placche da cinturone di manifattura capenate, considerati i materiali più antichi e caratteristici trovati nell'area area archeologica del centro arcaico di Poggio Sommavilla

## Fonti letterarie
Secondo la tradizione letteraria antico romana la fondazione della città si deve agli Etruschi di Veio.